# Fábio Laguna
Fábio Laguna (Mococa, março de 1977) é um tecladista brasileiro. Ficou famoso por tocar no Angra a partir de 2001 e por ser membro da banda Hangar a partir de 2002.

## Biografia
Nascido em Mococa, no interior de São Paulo, Fábio começou a tocar teclados simples desde cedo. Junto com seu irmão mais velho, André, ambos tiveram aulas de teclado, que Fabio abandonou logo cedo. Ainda adolescente, começou a ensaiar em sua primeira banda de rock e a fazer seus primeiros pequenos shows. Depois disso, ele tocou em uma pequena banda e por 4 anos excursionou pelos estados de São Paulo e Minas Gerais em uma Kombi.
Depois de tomar a difícil decisão de estudar direito, junto com a faculdade ele tocou em outras pequenas bandas de rock, arranjou e produziu seus primeiros discos e trabalhou como freelancer em várias outras bandas também apenas por dinheiro. Em 1999, Fábio começou a tocar com bandas de heavy metal e gravou seu primeiro álbum solo, All Night Party at Gallamauaka's Land, que ele usou como currículo para seus 8 anos de música quando estava terminando a faculdade. A gravadora Mega Hard entrou em contato com o Hangar e Fábio gravou o álbum Inside Your Soul.
Em 2001, a banda Angra estava sendo reestruturada e trouxe o baterista do Hangar, Aquiles Priester. Aquiles convidou Fábio para acompanhá-los na turnê Rebirth e Laguna fez 100 shows em 17 países nesta turnê. Laguna acompanhou o Angra durante 6 anos, realizando 3 turnês em mais de 25 países e participou de importantes programas da televisão brasileira, como Altas Horas e Programa do Jô.
No mesmo ano de 2001, também lançou All Night Party no Gallamauaka's Land.
Em 2003, Fábio fez uma turnê pelo Brasil com o Hangar, do qual ele havia se tornado membro titular no ano anterior. Ele também gravou teclados para o álbum de estreia do Thalion, Another Sun.
Seu segundo álbum solo foi chamado Freakeys, com membros do Angra e do Hangar tocando metal progressivo, e foi lançado em 2006.
Em 2016, ele foi anunciado como o novo tecladista da banda de folk metal Tierramystica.
De julho até o fim de 2017, participa "Rebirth of Shadows Tour" (antes denominada "Angra Years") de Edu Falaschi. Com o vocalista também participou das turnês "Temple of Shadows in Concert" (2019), "Vera Cruz" (2021-2023), "Eldorado World Tour" (2024) e "Temple of Shadows in Concert Tour 2025".
Em 2021, participa de Wings of Fire, álbum de estreia do cantor e pianista Orlando Pacheco como artista solo.
Em março de 2024, participa do single “Glazed Eyes” da banda paulista de symphonic prog metal Santa Cora. Também participa do álbum The Harp, da banda baiana Auro Control, lançado em maio.

## Discografia[17]
Carreira solo
- All Night Party at Gallamauaka's Land (2001)

Flávio Marx Band
- Em um Estado Imaginário

Spirit Heaven
- Aria's Kingdom

Funeratus
- Upcoming Apparition
- Storm of Vengeance

Eyes of Shiva
- Eyes of Shiva

Thalion
- Another Sun

Coletâneas
- William Shakespears's Hamlet (vários)

Hangar
- Inside Your Soul (2001)
- The Reason of Your Conviction (2007)

Angra
- Hunters and Prey (2002)
- Rebirth World Tour - Live in São Paulo (2003)

Freakeys
- Freakeys (2006)

Edu Falaschi
- Vera Cruz (2021)[7]

## Prêmios

### Melhores do Ano -Roadie Crew
| Ano  | Categoria           | Indicação | Resultado |
| ---- | ------------------- | --------- | --------- |
| 2018 | Tecladista Nacional |           | Venceu    |
| 2020 | Tecladista Nacional |           | Venceu    |
| 2023 | Tecladista Nacional |           | Venceu    |

## Links externos
- Fábio Laguna no Facebook
- Fábio Laguna no Instagram